# Tarkastad
Tarkastad est une ville de la province du Cap oriental en Afrique du Sud.

## Origine du nom
Le nom Tarkastad proviendrait du mot khoisan Traka (signifiant femmes) ou du mot celtique Tarka (signifiant loutre) et du mot afrikaans Stad (signifiant ville).

## Géographie
Tarkastad est une petite vile semi-urbaine du Karoo situé sur les rives du fleuve Tarka. Tarkastad se trouve dans une plaine au nord de la chaîne de montagnes de Winterberg sur la R61 entre Cradock et Queenstown, à environ trois heures de route de Port Elizabeth.

## Historique
Les premiers occupants de la région de Tarkastad ont été les Khoisan auteurs des peintures rupestres situées à Grootvlei, juste au nord de la ville. Les premiers agriculteurs se sont installés à Tarkastad en 1795 et ont construit des moulins à eau, des auberges, une église néerlandaise réformée et une église presbytérienne.
Deux dirigeants du Grand Trek, Hendrik Potgieter et Piet Retief ont cultivé dans la région pendant une courte période.
Les colons anglais s'installèrent alors dans la région et en 1862, Tarkastad fut érigé en centre paroissial et devint une municipalité en 1864. La Bataille d'Elands River (1901), durant la seconde guerre des Boers, se déroula à 24 km au nord-ouest de la ville. La tombe du lieutenant Sheridan, tué à la bataille d'Elands River et cousin de Winston Churchill, se trouve sur la ferme de Modderfontein, à la périphérie de Tarkastad.

## Démographie
Selon le recensement de 2011, Tarkastad compte 1 604 habitants (54% de noirs, 30% de coloureds et 14,5% de blancs sud-africains), majoritairement de langue maternelle afrikaans (44,89%) et isiXhosa (41,59%).